# Josef Strillinger
Josef Strillinger ist ein früherer deutscher Rennrodler. 
Josef Strillinger war einer der erfolgreichsten bundesdeutschen Rennrodler der 1950er Jahre. Mit seinem Partner Fritz Nachmann gewann er bei den ersten Rennrodel-Weltmeisterschaften 1955 in Oslo die Bronzemedaille. Zwei Jahre später in Davos und noch ein Jahr darauf in Krynica-Zdrój konnte das Doppel Weltmeister werden. 1960 gewannen Nachmann/Strillinger den deutschen Meistertitel. Strillinger trat auch im Einsitzer an, hier war der Gewinn der Bronzemedaille bei der Europameisterschaft 1954 der größte Erfolg.
Für seine sportlichen Erfolge wurde Strillinger vom Bundespräsidenten am 12. September 1959 das Silberne Lorbeerblatt verliehen.

## Einzelbelege
1. ↑  Deutscher Bundestag: Drucksache 7/1040 (PDF; 1,7 MB), 26. September 1973, S. 56, abgerufen am 29. Januar 2020.

| Personendaten    | Personendaten        |
| ---------------- | -------------------- |
| NAME             | Strillinger, Josef   |
| KURZBESCHREIBUNG | deutscher Rennrodler |
| GEBURTSDATUM     | 20. Jahrhundert      |